# Asger Clausen
Asger Clausen (* 1. September 1954 in Kopenhagen) ist ein ehemaliger dänischer Schauspieler.

## Leben
Asger Clausen wuchs mit mehreren Geschwistern in Kopenhagen auf.
Im Jahr 1968 wurde er als 13-jähriger Schüler von einem Filmproduzenten der Nordisk Film bei einem Casting in Valby entdeckt. Er wurde daraufhin für die Rolle des Birger Jensen in dem Film Die Olsenbande besetzt. Es war der erste Teil von insgesamt 14 Filmen und er unterscheidet sich noch sehr von den späteren Filmen. Er war in diesem Teil als Birger das älteste der drei Kinder von Kjeld Jensen (Poul Bundgaard) und Yvonne Jensen (Kirsten Walther) und somit der große Bruder von Børge (Jes Holtsø), während dieser dann ab dem zweiten Teil das einzige Kind von Kjeld war. Es blieb damit der einzige Auftritt von Clausen in einem Spielfilm.
Nach seinem Schulabschluss erlernte er einen Beruf und lebt als verheirateter Familienvater abseits der Öffentlichkeit.
Im November 2018 gab Clausen dann anlässlich der Feierlichkeiten zum 50-jährigen Jubiläum des ersten Olsenbande-Filmes einer dänischen Tageszeitung erstmals ein Interview über seinen kurzen Ausflug in die Filmbranche. Er sagte, dass er die Rolle gerne noch weitergespielt hätte, aber der Regisseur Erik Balling, welcher als Perfektionist galt, wohl auf Dauer nicht weiter mit so vielen Kinderdarstellern zusammenarbeiten wollte. Clausen sei aber letztendlich über diese Entscheidung nicht traurig gewesen, da er nie geplant habe später dauerhaft als Schauspieler vor der Kamera tätig zu sein.

## Filmografie
- 1968: Die Olsenbande